# 一軒家

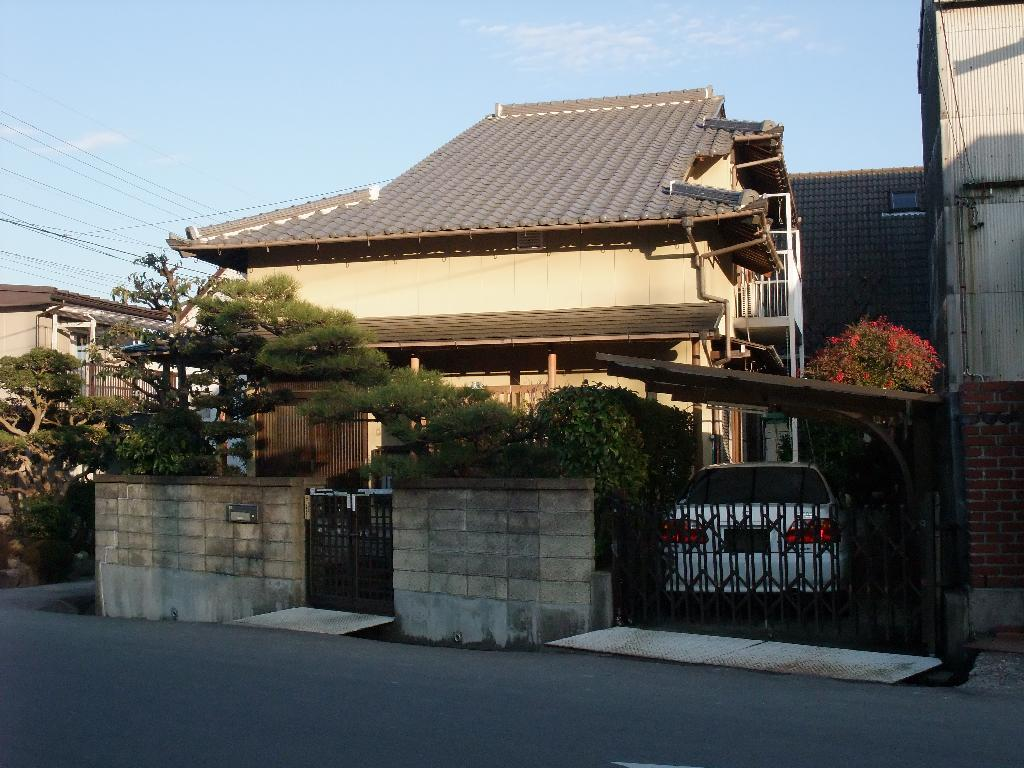
日本の一般的な一軒家

一軒家または一軒屋（いっけんや、英語: single-family home）とは、一戸建て（いっこだて）の住宅として建設された家の建物。
略して戸建（こだて）ともいう。集合住宅（マンションやアパートなど）の対義語。
居住者が建物を所有する場合のほか、貸家として賃貸される場合もある。また団地には集合住宅が立ち並ぶものだけでなく、売り主が建売住宅を建設して分譲したり、宅地を分譲して土地購入者が一軒家を建てる形の戸建団地（こだてだんち）もある。
平屋（1階建て）の一軒家の形態をとる集合住宅は「長屋」と呼ばれる。

## 関連作品
- あゝ!一軒家プロレス - 映画
- ポツンと一軒家 - テレビ番組